# Rex Bell

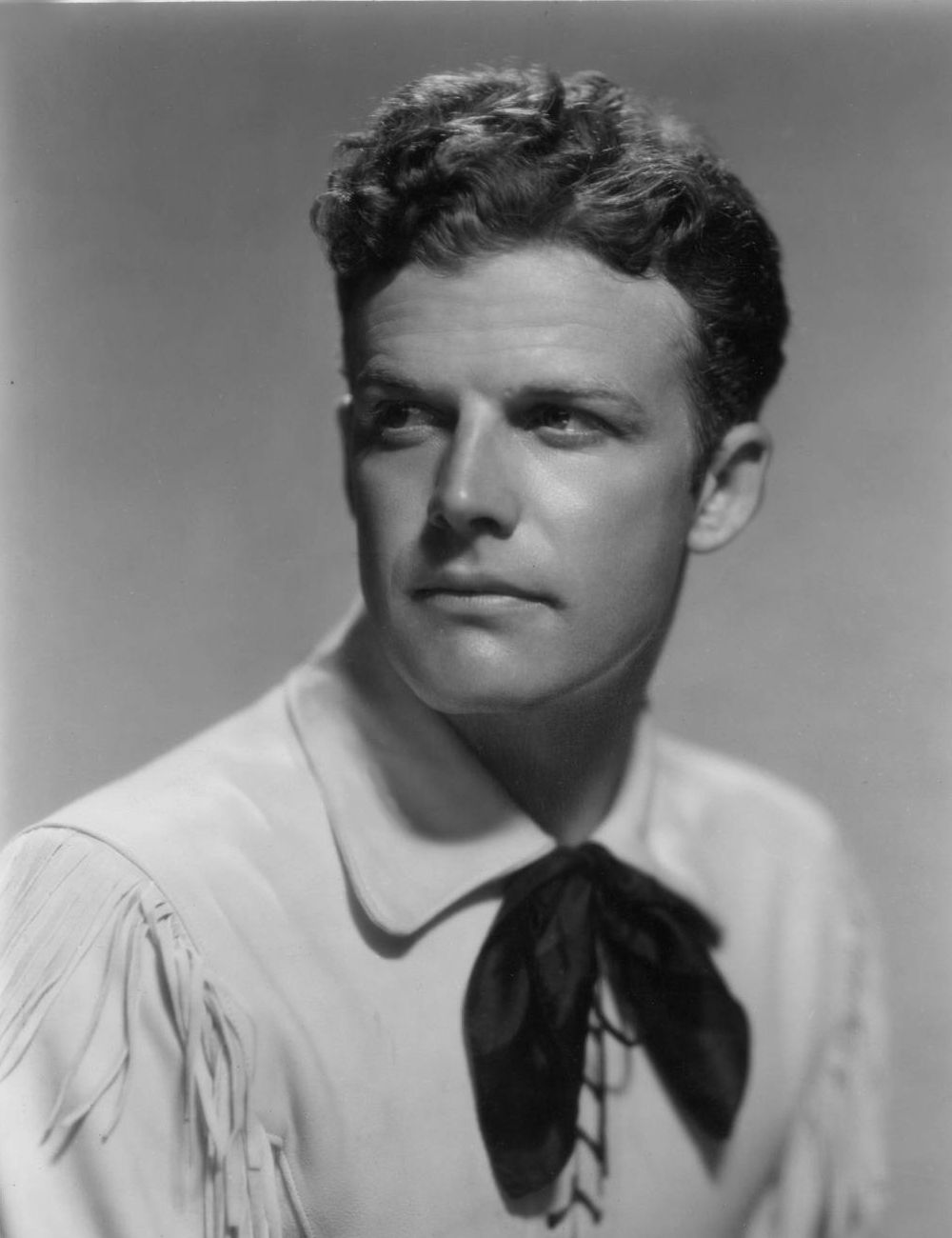
Rex Bell

Rex Bell (eigentlich George Francis Beldam; * 16. Oktober 1903 in Chicago, Illinois; † 4. Juli 1962 in Las Vegas, Nevada) war ein US-amerikanischer Schauspieler und Politiker.

## Leben
Bell, dessen Familie in seiner Kindheit zunächst nach Iowa und dann nach Kalifornien gezogen war, machte seinen Abschluss an der Hollywood High School.
1928 kam Bell an einen Vertrag mit der Fox Film Corporation und erhielt in der Spätphase der Stummfilmära einige Hauptrollen in B-Western. Seine elegante und charmante Ausstrahlung ließen ihn trotz fehlender schauspielerischer Ausbildung zu einem Frauenschwarm werden, der auch in anderen Produktionen der Gesellschaft eingesetzt wurde. 1930 lernte er so Clara Bow kennen, die er im darauffolgenden Jahr heiratete. Beide lebten auf einer großzügigen Ranch in Nevada, die sie 1944 verkauften.
Während der 1930er Jahre war Bell in relativ wenigen Produktionen zu sehen; 1932 erhielt er einen Vertrag über acht Filme bei der Monogram im Team mit Bob Steele. Anschließend konnte er nur bei kleineren Produktionsfirmen einige Rollen erlangen; immer noch waren Western die zahlreichsten, aber auch Serials waren darunter. 1936 drehte er eine Reihe von sechs Western für die Colony Pictures; anschließend gab Bell seine Schauspielkarriere auf und ließ sich ganz in Nevada nieder.
Ein kurzes Film-Comeback zu Beginn der 1940er Jahre blieb ein Intermezzo; Bell und die psychisch angeschlagene Bow zogen nach Las Vegas. Bell versuchte, als Geschäftsmann in der Bekleidungsindustrie Fuß zu fassen, hatte kurzzeitig eine Fernsehshow und startete eine politische Karriere für die Republikanische Partei. In den Jahren 1954 und 1958 wurde er jeweils zum Vizegouverneur von Nevada gewählt. Während des Wahlkampfes um den Posten des Gouverneurs von Nevada starb er am 4. Juli 1962 an einem Herzinfarkt.

## Filmografie
- 1928: Wild West Romance
- 1928: The Cowboy Kid
- 1928: The Girl-Shy Cowboy
- 1928: Taking a Chance
- 1929: Joy Street
- 1929: Pleasure Crazed
- 1929: Salute
- 1929: Happy Days
- 1929: They Had to See Paris
- 1930: Harmony at Home
- 1930: Courage
- 1930: True to the Navy
- 1930: Lightnin'
- 1931: Disappearing Enemies (Kurzfilm)
- 1931: Buffalo Bill, der tollkühne Reiter 1.Teil (Battling with Buffalo Bill)
- 1931: Forgotten Women
- 1931: The Law of the Sea
- 1932: The Arm of the Law
- 1932: Broadway to Cheyenne
- 1932: The Man from Arizona
- 1932: Lucky Larrigan
- 1933: Diamond Trail
- 1933: Crashin' Broadway
- 1933: Fighting Texans
- 1933: The Fugitive
- 1933: Rainbow Ranch
- 1934: The Tonto Kid
- 1934: Gunfire
- 1935: Fighting Pioneers
- 1935: Saddle Aces
- 1935: Border Vengeance
- 1936: Too Much Beef
- 1936: West of Nevada
- 1936: Idaho Kid
- 1936: Men of the Plains
- 1936: Law and Lead
- 1936: Stormy Trails
- 1942: Tombstone: The Town Too Tough to Die
- 1942: Dawn on the Great Divide
- 1952: Sky Full of Moon
- 1961: Nicht gesellschaftsfähig (The Misfits)